# Каганович, Наум Аркадьевич
Наум Аркадьевич Каганович (настоящие имя и отчество — Нухим Аронович) (27 декабря 1903, Бердичев — 20 января 1938, Киев, УССР) — украинский советский языковед, редактор, член-корреспондент АН УССР (1934). Расстрелян в 1938 году, реабилитирован посмертно. 

## Биография
Родился в еврейской семье служащих. Состоял в РКП(б) в 1920 -1921 гг. ( был исключён «как интеллигент, не связанный с пролетариатом»).
В 1925 году окончил Харьковский институт народного образования, где работал до 1927 года. Одновременно в 1926—1927 годах — сотрудник редакции газеты «Красная армия» и в Институте еврейской пролетарской культуры ВУАН (Харьков).
В 1933—1934 годах работал директором харьковского филиала, а в 1934—1937 г. руководил Институтом языкознания АН УССР (Киев). Одновременно, в 1936—1937 г. — заведующий кафедрой языкознания Киевского университета.
В начале 1930-х годов развернул кампанию против украинских языковедов, обвиняя их в «буржуазном национализме». Руководил комиссией, созданной при Народном комиссариате просвещения УССР. Активно участвовал в русификации украинского литературного языка и дискредитации украинских лингвистов.
27 ноября 1937 года был арестован органами НКВД УкрССР по обвинению в "участии в «украинской контрреволюцийной националистической организации". Внесен в Сталинский расстрельный список от Украинской ССР от 3 января 1938 года по 1-й категории ("за" Жданов, Молотов, Каганович, Ворошилов).  Выездной сессией ВКВС СССР 20 января 1938 года приговорён к расстрелу и в тот же день расстрелян. Место захоронения- спецобъект НКВД УкрССР "Быковня". Реабилитирован посмертно ВКВС СССР в 1957 году.

## Научная деятельность
Исследовал язык произведений писателей, грамматики украинского литературного языка. Один из руководителей подготовки «Українського правопису» (Харьков, 1933). Соавтор учебников «Граматика української мови. Морфологія», «Граматика української мови. Синтаксис» (оба — Харков, 1935), участвовал в создании и редактировал «Російсько-українського словника» (Киев, 1937). Ответственный редактор журнала «Мовознавство» («Языкознание», 1935—1937).

## Избранные труды
- «Язык газеты». — M., 1926. — 247 с. (соавторы: M. Гус, Ю. Загорянский)
- «О временных функциях причастий в русском литературном языке» // Наукові записки Харківської науково-дослідної кафедри мовознавства. — T. 2. — 1929. — С. 151—171
- «Кілька слів про словники» // Прапор марксизму. — 1930. — № 3. — С 123—126
- «Соціальне забарвлення слів» // Критика. — 1930. — № 7—8. — С. 47—63
- «„Основи“ буржуазного мовознавства (Про методологію проф. Л. А. Булаховського)» // Там же. — 1931. — № 10. — С. 49—64
- «Мова персонажів „Загибелі ескадри“ О. Корнійчука» // За якість художньої мови: 36. статей. X., 1934. — С. 46—58
- «Знищити коріння націоналізму в мовознавстві» / Харк. філія НДІ мовознавства ВУАН. — Вип. 4. — X.—К., 1934. — 32 с
- «На мовно-стилістичні теми». — X., 1934. — 92 с
- «Націоналістичні перекручення в українських перекладах творів Леніна» // Мовознавство. — № 2. — 1934. — С. 9—24
- «Піднести якість художньої мови» // За марксо-ленінську критику. — 1934. — № 5. — С. 95—105
- «Стилістичні особливості пролетарської публіцистики: 36. статей». К.—X., 1935. — 71 с
- «Граматика української мови. Морфологія»: Підручник для 5 і 6 кл. серед, пік. — X., 1935. — 112 с. (соавтор Г. В. Шевелёв; 3-є вид. 1937)
- «Граматика української мови. Синтаксис»: Підручник для 6 і 7 кл. серед, шк. — X., 1935. — 112 с. (соавтор Г. В. Шевелёв; 3-є вид. 1937)
- «Рідна мова» пана Огієнка" // Мовознавство. — № 5. — 1935. — С 151—158
- «Про дослідження мови драми і про мову „Платона Кречета“ О. Корнійчука» // Там само. — № 6. — 1935. — С 3— 47
- «Радянська поезія і фольклор» // Молодняк. — 1936. — № 5. — v С 113—127
- «Творчий метод Лесі Українки» // Літературна критика. — 1936. — № 7. — С. 46—65
- «Російсько-український словник». — К., 1937. — 890 с (редактор).